# 境川 (東京都・神奈川県)

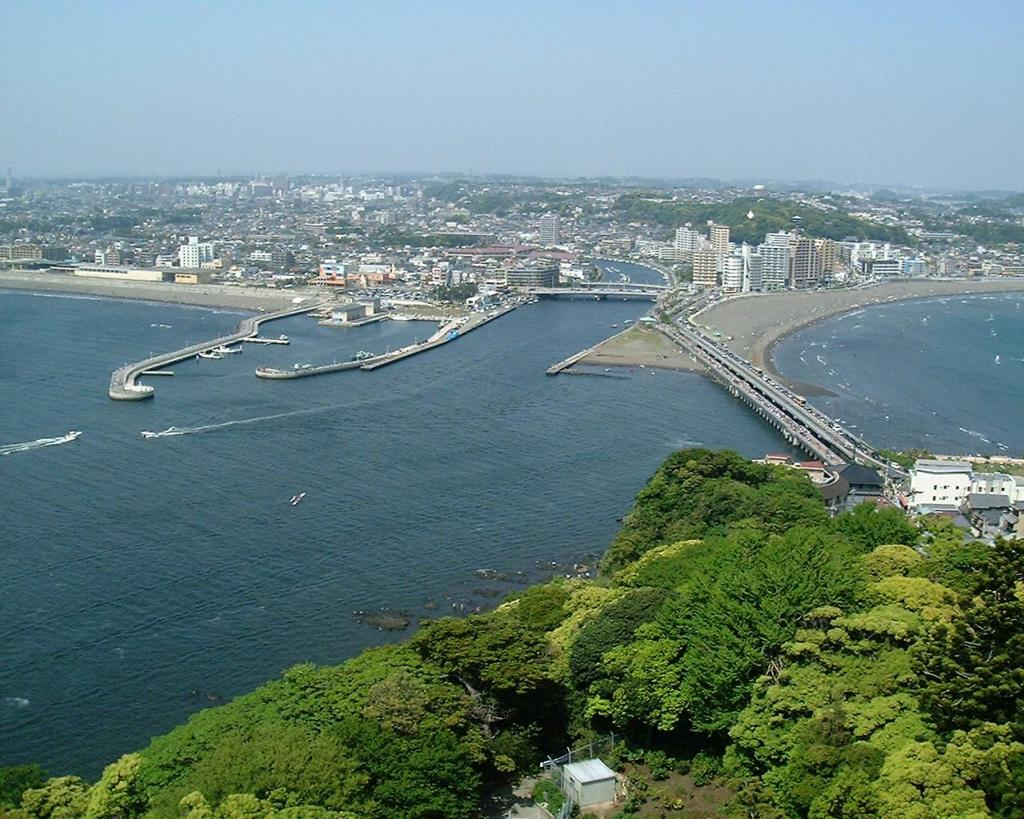
境川河口（江の島展望灯台から、2009年5月2日撮影）

境川（さかいがわ）は、東京都および神奈川県を流れ相模湾に注ぐ河川。二級水系の本流である。
河川名は上流域において武蔵国と相模国の境界を成すことによるが、両岸とも相模国である下流域においても鎌倉郡と高座郡の境界を成す。上流から左岸が武蔵国多摩郡（分割後は南多摩郡）・相模国鎌倉郡、右岸が相模国津久井郡・高座郡となる。
現在も5市（東京都町田市、神奈川県横浜市・相模原市・大和市・藤沢市）の境界を成しているが、1907年（明治40年）の鎌倉郡藤沢大富町と高座郡藤沢大坂町の合併、1941年（昭和16年）の鎌倉郡村岡村の藤沢市編入、1947年（昭和22年）の鎌倉郡片瀬町の藤沢市編入によって、藤沢市南部においては両岸とも同市域となっている。
かつては相模国高座郡に由来する高座川（たかくらがわ）とも呼ばれ、最下流部から河口にかけては片瀬川（かたせがわ）とも呼ばれる。

## 地理
東京都町田市相原町大戸の同市最高峰・草戸山（365 m）北東面（Nature Factory 東京町田付近）に源を発する。源流では両岸とも町田市だが、右岸は30 mほど下流から相模原市緑区となる。上流部は現在の河川規模に比較して大きな河谷を形成しているが、これはかつての相模川の流路の痕跡であると考えられている。左岸は南町田グランベリーパーク駅に近い目黒交差点付近で神奈川県横浜市瀬谷区に変わる。
町田・相模原市境では東ないし東南へ流れていた境川は、横浜・大和市境に変わるあたりでは南へ流れ、大和駅付近からは小田急江ノ島線の西を流れる引地川も並行する。前述の通り、基本的に藤沢市南部に至るまで各自治体の境界を成す境川だが、大和市上和田の宮久保だけは例外で、宮久保橋から相沢川合流点までの約750 mの区間は市境ではなくなっている。左岸が横浜市戸塚区東俣野町から藤沢市大鋸に変わると以降は市境ではなくなる。
東海道線を過ぎると合流する柏尾川が、最も大きな河口を持つ支流であり、ここからは片瀬川の別名も持ち、江ノ島付近で相模湾に注ぐ。河口近くには豊かな砂浜海岸を作り、河口・江の島大橋の東側を「東浜」、河口・片瀬漁港の西側を「西浜」と呼び、両浜共に日本有数の湘南を代表する海水浴場である。また、古来より江ノ島へ向かって砂嘴も作り、昔の藤沢宿〜江ノ島参詣道は現在は「スバナ通り」（洲鼻通り）という繁華街になっている。
管理境界は川上橋から根岸橋までが神奈川県、根岸橋から町田市鶴間の都県境付近（鶴瀬橋上流）までが東京都、これより下流は神奈川県が管理している。なお、境川流域の藤沢市西俣野と立石の両地区の計15ヘクタールが1993年（平成5年）4月23日に神奈川県の特別緑地保全地区に指定されている。
両岸に同一由来の地名も多く、相原、小山、矢部、鶴間、俣野などがある。東海道の藤沢宿は、この川に架かる大鋸橋（現在の遊行寺橋）をはさんで左岸・鎌倉郡の大鋸（だいぎり）町・西富町と右岸・高座郡の大久保町・坂戸町にまたがっていた。
かつては激しく蛇行しており、たびたび洪水を引き起こしたために河川改修が行われ、相模原市緑区橋本付近よりも下流では拡幅とともに流路の直線化が行われた。ところが、左岸の町田市と右岸の相模原市の間では旧流路に合わせて設定された市境（都県境）の調整作業が殆ど進まず、互いに「川向こうの飛地」を多く抱えている。1999年からこれらの飛地解消のための調整作業が行われているが、管轄自治体の変更は居住者の同意が必要であることから進んでおらず、飛地解消の目処は立っていない。2020年までに7回境界変更が行われたが、河川改修済区域では行政境界変更が全て終了したことから、この年を最後に行政境界変更事業は休止となった（詳細は越境合併#都道府県界の境界変更一覧もしくは町田市#市域の変遷を参照）。

### 流域の自治体
- 東京都 - 町田市
- 神奈川県 - 横浜市、相模原市、大和市、藤沢市、鎌倉市（鎌倉市域は支流の柏尾川が流れる）

## 歴史

### 先史時代
- 約20000年前 - 旧石器時代の境川沿いの遺跡としては、相模原市の橋本遺跡、古淵B遺跡、下森鹿島遺跡、中村遺跡がある。
- 紀元前5000年頃 - 縄文海進により海面が10 m程度上昇、藤沢市今田あたりまで細長い入江が形成されていた。
- 300年 - 500年頃 - 古墳時代、片瀬川左岸（大源太）に低地遺跡が出現。土師式土器を出土。

### 古代
- 天平勝宝元年（749年）10月 - 正倉院に残る庸布墨書によれば、方瀬（片瀬）郷の郷戸主大伴首麻呂、調庸布一端を朝廷に貢進とあり、この地域の公的記録の初出。
- 天禄3年（972年） - 小野孝泰（小野篁の末裔を自称）、武蔵国国司として赴任。境川上流部一帯を支配する横山党の祖。
- 寛治4年（1090年） - 渋谷氏が秩父地方から河崎荘（大和市）へ移り住んだと伝えられる。
- 長治元年（1104年） - 相模国の住人鎌倉景正（平景正、鎌倉権五郎）、高座郡の私領を開発、伊勢神宮に寄進を企画＝大庭御厨（おおばのみくりや）
- 永久4年（1116年） - 大庭御厨、国司により正式に認められ、御厨の田畑の検注がなされる。
- 久安元年（1145年） - 源義朝、鎌倉より俣野川（境川）を越えて大庭御厨鵠沼郷に不法に侵入（天養記）。
- 応保元年（1161年） - 渋谷重国、相模国吉田庄司を務める。
平安時代後期の境川筋は、上流部を横山党の横山氏、中流部を渋谷氏、下流部を鎌倉党の俣野氏と大庭氏という武士団が支配していた。

### 中世
- 治承4年（1180年）10月26日 - 大庭景親父子、片瀬河原で斬首[3]。処刑者、兄の大庭景義（景能）
- 文治5年（1189年） - 源頼朝が大庭野で狩猟をし渋谷重国の館に宿泊。
- 南朝：正平7年、北朝：文和元年1352年（1352年） - 南宗継に和田郷、深見郷の地頭職が与えられる。
- 天正年間（1573年 - 1591年） - この頃から片瀬川砥上渡しが石上渡しと呼ばれるようになる（皇国地誌）。
- 文禄3年1594年（1594年） - 検地によって、この川が相模国と武蔵国の境と正式に定められたため現在の河川名境川となる。

### 近世

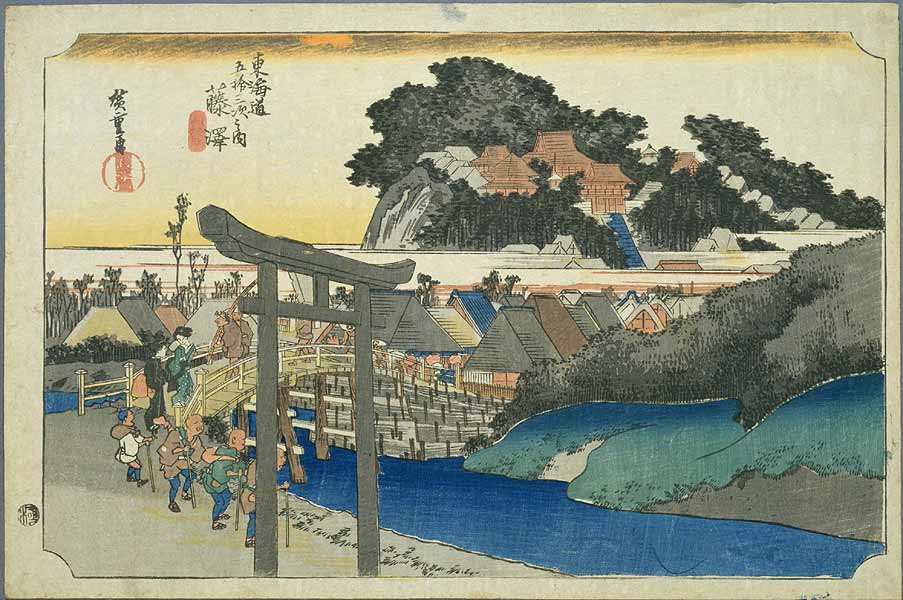
歌川広重の浮世絵「東海道五十三次」の「藤澤宿」。遊行寺を背景に境川を渡る大鋸橋（だいぎりばし、現在の遊行寺橋）。鳥居から右手手前へは江の島へ。

- 宝永5年（1708年）5月 - 富士山宝永噴火の堆砂で境川河床上昇。
- 明和3年（1766年） - 境川の氾濫で藤沢宿大被害。
- 安永9年（1780年） - 境川の氾濫で藤沢宿大被害。
- 天明元年（1781年） - 境川の氾濫で藤沢宿大被害。
- 天明6年（1786年） - 境川の水害で藤沢宿大鋸橋流失。西村（現・藤沢市西富）にあった本願寺が倒壊[4]。
- 享和3年（1803年） - 境川の氾濫で藤沢宿大被害。
- 文化5年（1808年） - 片瀬村、石橋建立発起帳作成。馬鞍結橋（現在の左岸支流の馬喰橋）の名がある。
- 文政12年（1829年）8月12日 - 境川の水害で藤沢宿被害甚大、大鋸橋流失。
- 天保4年（1833年） - 境川石上の渡し船賃、一人5文。
- 弘化3年（1846年）6月 - 大雨により境川氾濫、被害大。
- 安政3年（1856年）8月25日 - 関東地方大暴風雨、田畑に塩害「藤沢宿西村おとなし川より大水出て遊行様寺領百石残らず流し人多く損じる」。

### 近代
- 1873年（明治6年）6月2日 - 鎌倉道境川の渡船を廃止し、架橋することについて神奈川県より大蔵省へ伺い。
同年10月 - 境川、石上渡しの箇所に「山本橋（後に上山本橋）」、初めて架橋（皇国地誌）。
- 1887年（明治20年）4月1日 - 東海道本線（横浜 - 国府津）開通。境川に鉄道橋架橋。
同年9月 - 横浜水道（道志川 - 野毛）建設。境川に水道橋架橋。
- 1893年（明治26年）4月1日 - 三多摩移管により、上流域が東京府（のち東京都）と神奈川県の府県境（のち都県境）となる。
- 1902年（明治35年）9月1日 - 江之島電氣鐵道（藤澤 - 片瀬）開通。境川に鉄道橋架橋。
- 1907年（明治40年）10月1日 - 鎌倉郡藤沢大富町と高座郡藤沢大坂町が合併し、高座郡藤沢大坂町となる。
- 1910年（明治43年）7月 - 片瀬川河口部の改修工事完成。
- 1917年（大正6年）9月30日 - 境川、暴風雨による氾濫のため、柏尾川合流点より下流部がほぼ現在の河道に付け変わる。
- 1921年（大正10年）10月29日 - 大暴風雨により旧河道へ氾らん水が突進し、江ノ電の川袋の線路が流される。
同年 - 横須賀水道（中津川 - 海軍工廠）建設。境川に水道橋架橋。
- 1923年（大正12年）9月1日 - 大正関東地震により多くの橋が落橋。下流部は津波が遡上。
- 1924年（大正13年） - 藤沢町大鋸の境川に木造堰が完成し、奥田堰と命名される。
- 1926年（大正15年）5月12日 - 神中鉄道二俣川 - 厚木間を開業。境川鉄道橋、架橋。
- 1927年（昭和2年）4月1日 - 小田急小田原線開通。境川鉄道橋、架橋。
- 1929年（昭和4年）4月1日 - 小田急江ノ島線開通。片瀬江ノ島駅開業。駅前片瀬川に「弁天橋」架橋。
- 1935年（昭和10年） - 神奈川県道片瀬大磯線（湘南遊歩道路・現国道134号）開通。「片瀬橋」架橋。
- 1938年（昭和13年）7月2日 - 豪雨により記録的大洪水。砂押川上流の鎌倉食用蛙養殖場（現岩瀬下関防災公園）からウシガエル・アメリカザリガニ逸出、柏尾川より境川下流に拡がる。
同年9月1日 - 20年振りの台風 豪雨のため境・柏尾川出水被害大。
- 1941年（昭和16年）6月1日 - 鎌倉郡村岡村を藤沢市へ編入。

### 現代
- 1947年（昭和22年） - 鎌倉郡片瀬町を藤沢市へ編入。
- 1954年（昭和29年） - 木造の奥田堰、コンクリート鉄製の永久堰となる。
- 1960年（昭和35年） - 奥田堰、廃止される。
- 1965年（昭和40年） - 境川最上流部に城山水力発電所揚水用ロックフィール式ダム本沢ダム完成。
- 1966年（昭和41年） - 流域市町村で「境川・引地川水系水質浄化等推進協議会（二河川協議会）」設立。
- 1967年（昭和42年） - 1979年（昭和54年） - 東京都による町田市の境川改修工事（最大降水量30 mm/hを想定）。
- 1973年（昭和48年）8月11日 - 藤沢市、滝川の横浜市境までの河川改修を企画。
- 1974年（昭和49年）2月 - 境川右岸沿いに神奈川県道451号藤沢大和自転車道線、全通。
- 1977年（昭和52年）7月26日 - 藤沢市、白旗川の善行区画整理地区までの河川改修を企画。
- 1979年（昭和54年）4月5日 - 建設省、境川を総合治水対策特定河川として指定。
- 1980年（昭和55年）11月7日 - 神奈川県・東京都と流域各市による「境川流域総合治水対策協議会」発足。
同年 - 1998年（平成10年） - 東京都による町田市の境川改修工事（最大降水量50 mm/hを想定）。
- 1981年（昭和56年）5月13日 - 境川流域総合治水対策協議会、「境川流域整備計画」を策定。
- 1982年（昭和57年）9月12日 - 台風18号による411 mm（長後）の豪雨で境川大氾濫、浸水2000戸の大被害。
- 1983年（昭和58年）3月 - 奥田堰跡碑建立。「堰跡橋（えんせきばし）」架橋。
同年 - 集中豪雨で藤沢市鵠沼東の境川氾濫。
- 1984年（昭和59年）3月 - 藤沢市大鋸1494番地付近（大清水橋上流）に境川除塵機を設置。
同年5月23日 - 江ノ島電鉄線境川鵠沼新鉄橋完成。
- 1990年（平成2年）8月8日 - 集中豪雨の増水で境川藤沢橋落橋。
同年 - 神奈川県、総合治水特定対策河川事業に着手。
- 1991年（平成3年）1月 - 弁天橋・遊行寺橋、かながわの橋100選に選定。
同年9月19日 - 台風18号により、境川で167戸浸水など広範な被害。
同年 - 神奈川県、多自然型川づくり・親水護岸整備など都市河川重点整備計画「safetyリバー50」を策定。境川を指定。
- 1993年（平成5年）4月23日 - 神奈川県、境川緑地保全地区15 haを指定。
同年11月13日 - 186 mmの集中豪雨により、境川で443戸浸水。
- 1994年（平成6年）7月10日 - 境川で魚が大量死。
- 1999年（平成11年）3月10日 - 相鉄いずみ野線、湘南台駅に延伸開業。境川に高架橋架橋。
同年8月29日 - 横浜市営地下鉄、湘南台駅に延伸開業。境川に高架橋架橋。
- 2000年（平成12年） - 横浜市戸塚区俣野町の俣野遊水地、暫定供用開始。
- 2001年（平成13年） - 境川俣野堰、ゴム堰完成。
- 2002年（平成14年） - 台風21号により境川で240戸浸水。
同年 - 横浜市泉区下飯田町の下飯田遊水地、暫定供用開始。
- 2003年（平成15年）4月 - 境川下流のプレジャーボート不法係留区域を「暫定係留区域」とする。
- 2004年（平成16年）10月9日 - 台風22号、21日台風23号が連続。境川遊水地の効果を確認するも柏尾川周辺に被害が出る。
- 2005年（平成17年） - 多自然型川づくりによる相模原市立古淵鵜野森公園、開園。
- 2006年（平成18年） - 横浜市戸塚区俣野町の俣野遊水地、完成。
- 2007年（平成19年）8月4日 - 神奈川県立境川遊水地公園、横浜市泉区下飯田町と戸塚区俣野町にまたがって開設。
- 2008年（平成20年）3月 - 境川河口に片瀬漁港建設工事完成。
同年7月31日 - 横浜市戸塚区汲沢町の支流宇田川に宇田川遊水地、完成。
同年 - 横浜市泉区下飯田町の下飯田遊水地、完成。
- 2010年（平成22年）3月 - 藤沢市の準用河川滝川の洪水調節用地下分水路工事、完成。

## 河川管理者
水源から
- 神奈川県厚木土木事務所津久井治水センター
根岸橋
- 東京都南多摩東部建設事務所
鶴瀬橋上流
- 神奈川県厚木土木事務所東部センター
藤沢・大和市境
- 神奈川県藤沢土木事務所

## 河川施設

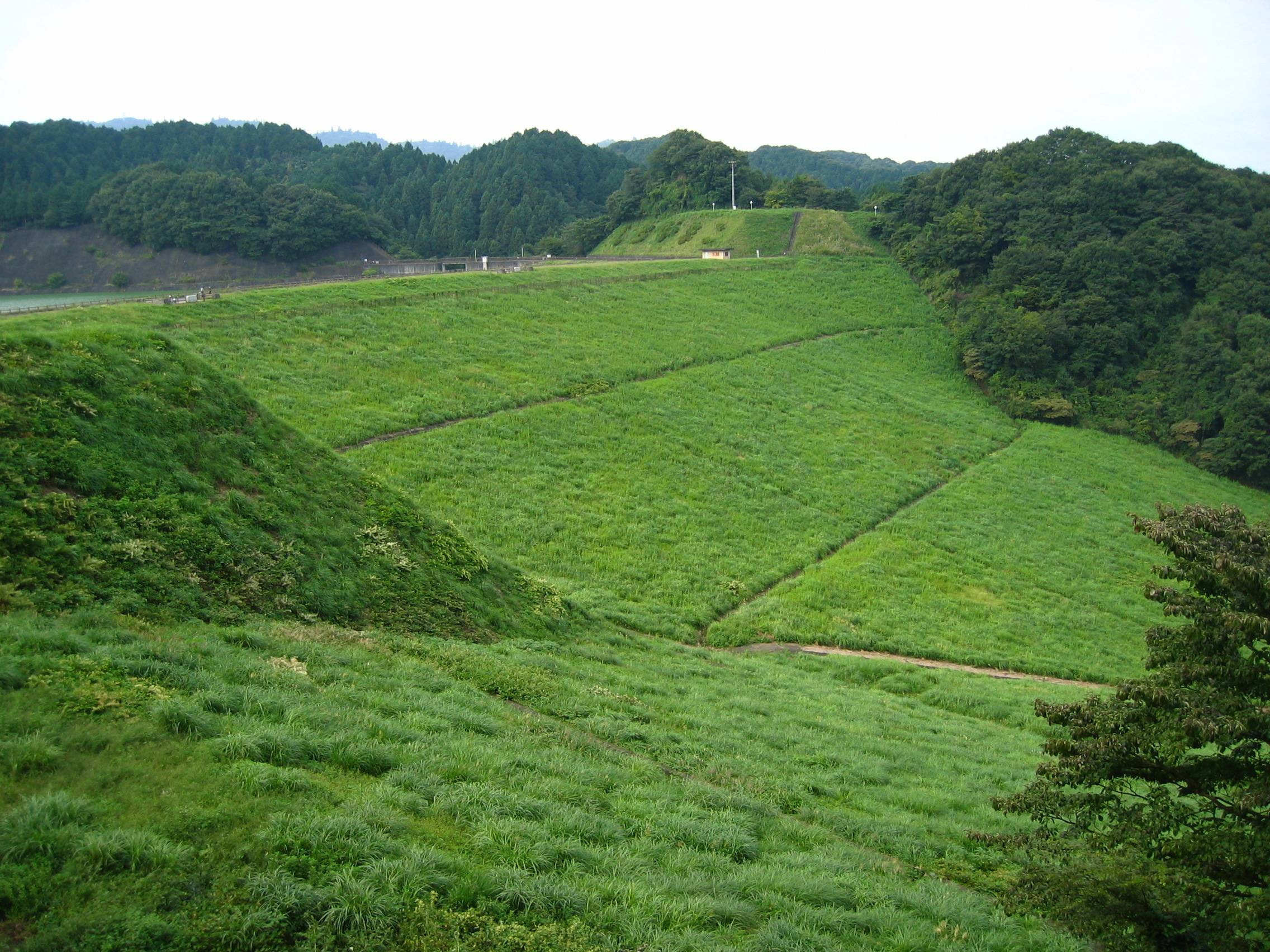
本沢ダム

- 本沢ダム（城山湖） - 相模川の津久井湖との水位差を利用した揚水発電に使われている。増水時に境川へ流すための放水路が用意されている。
- 遊水地
  - 今田遊水地（右岸・藤沢市、工事中）
  - 下飯田遊水地（左岸・横浜市泉区、暫定使用）
  - 俣野遊水地（左岸・横浜市戸塚区、暫定使用）
これらの遊水地を中心とする神奈川県立境川遊水地公園が2007年8月4日に開設され、境川遊水地情報センターがオープンした。下飯田遊水地の下流で和泉川が合流する。
- 俣野堰 - 和泉川合流点上流の本流に設けられた農業用水取水堰。2001年にゴム製の袋に空気を注入する方式に改良された。
- 奥田堰 - 1924年、藤沢町大鋸に設けられた木造の農業用水取水堰。1954年、鉄製に改良されたが、下流水田の消滅により1960年に取り壊された。1983年、左岸側に「奥田堰碑」が建てられた。

## 並行する交通

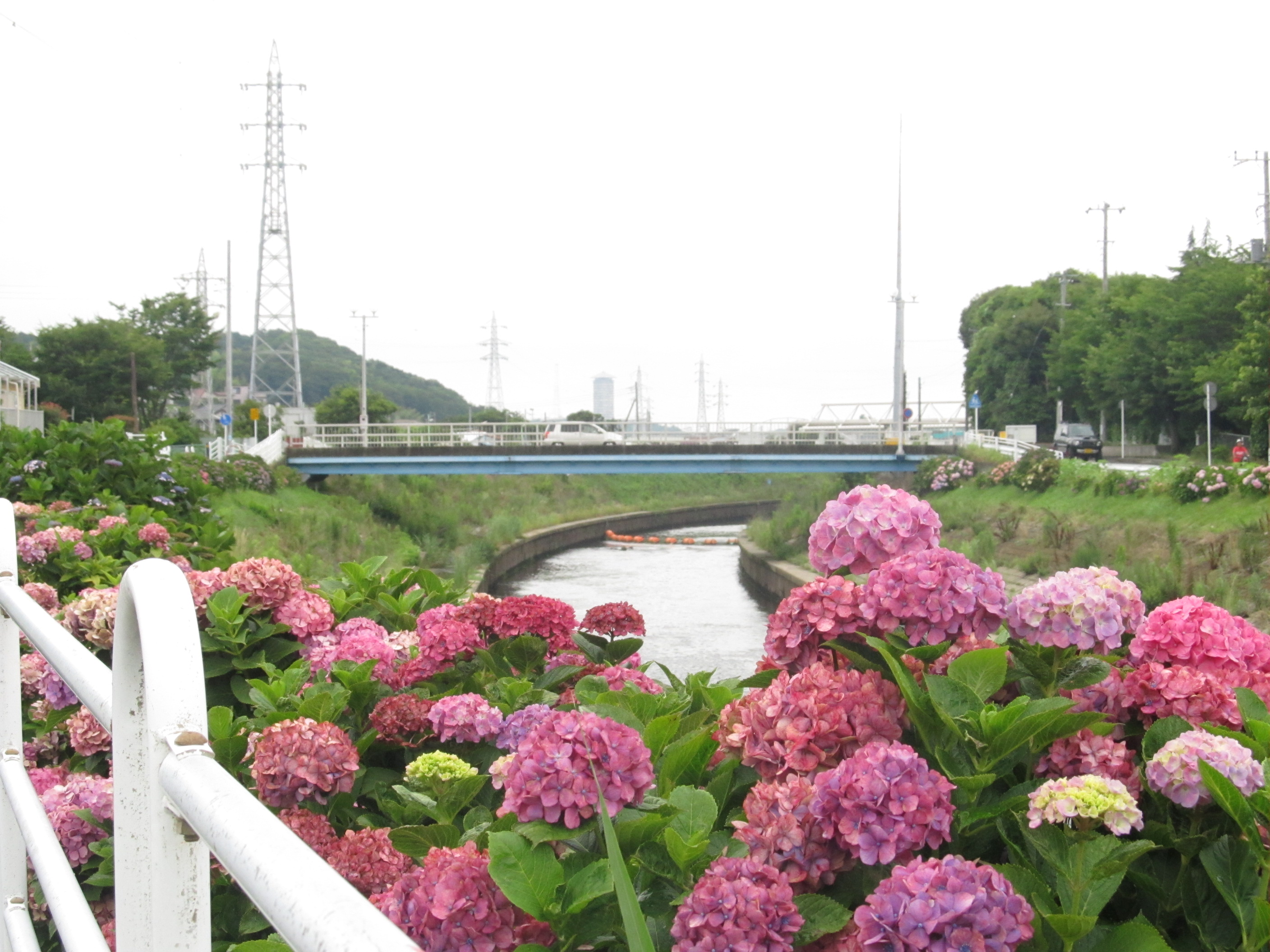
大清水境川アジサイロード（藤沢市大鋸）

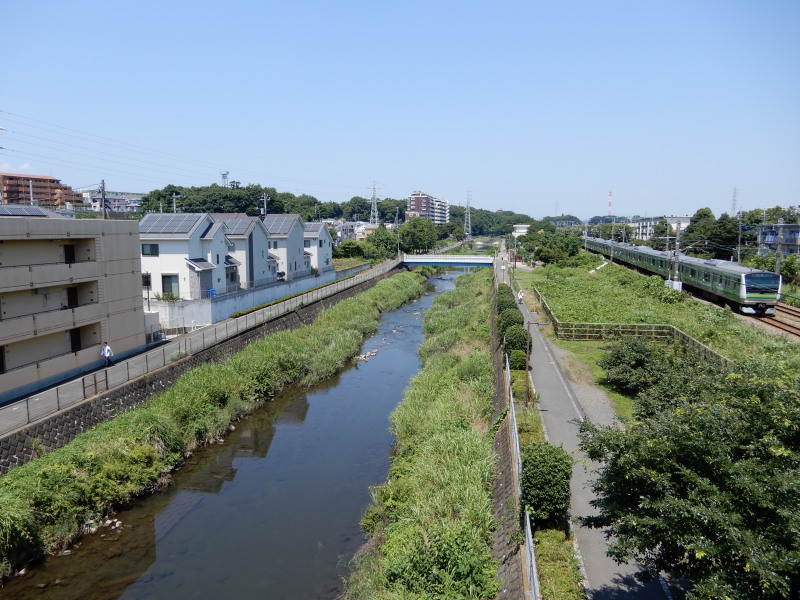
境川自転車歩行者専用道路（町田市森野5丁目）

### 鉄道
- JR東日本横浜線（相原駅 - 町田駅間）
- 小田急小田原線・江ノ島線（町田駅 - 藤沢駅間）
- 江ノ島電鉄線（藤沢駅 - 江ノ島駅間）

### 道路
- 東京都道47号八王子町田線（町田市） - 通称町田街道。町田市付近のほぼ全ての区間で並走する。
- 東京都道56号目黒町町田線（町田市 - 横浜市） - かつての東京都道22号藤沢町田線の一部。一部区間で国道16号の旧道を継承する。
- 国道16号（相模原市 - 大和市） - この区間は町田街道と並走し、「東京環状」や「八王子街道」と呼ばれる。
- 国道467号（大和市 - 藤沢市） - かつての神奈川県道41号藤沢町田線の一部。現在も「藤沢街道」や「藤沢町田線」と呼ばれることが多い。
- 大清水境川アジサイロード（藤沢市）- 境川の両岸にアジサイが植栽されている。

#### 歩行者・自転車専用道路
- 境川自転車歩行者専用道路（町田市） - 鶴瀬橋上流寄りと共和橋との間の左岸12 kmにわたって設定されている。別名境川ゆっくりロード。
- 神奈川県道451号藤沢大和自転車道線（大和市 - 藤沢市） - 主要区間が大和橋（大和市）と鷹匠橋（藤沢市）との間の右岸18.5 kmに沿って設定されている。別名境川自転車道。自転車道の他の区間では一部、引地川沿いも通っている。

## 境川と文化

### 河川名
文禄3年（1594年）、彦坂刊部直道が検地するにあたり、「高座川を相武の国界とし、境川と称す」として以後境川となり、現在は全流域の正式名称となっているが、下流は片瀬川と呼ぶ場合もある（多摩川と六郷川、相模川と馬入川などと共通する）。
- 高座（たかくら）川 - 高倉川とも書き、古くは多加久良川とも[要出典]。高座郡の東の郡境をなしていたからであり、全流域で用いられた。田倉川という記載もある。
部分的には次の名称が見られた。
- 大地沢 - 源流部の呼称。現在も用いられる。
- 田舎川 - 大和市付近の江戸時代の呼び名。
- 飯田川 - 中上流部の平安末から鎌倉時代の呼び名。
- 俣野川 - 中下流部の平安末から鎌倉時代の呼び名。
- 音無川 - 藤沢宿付近の江戸時代の呼び名。
- 片瀬川 - 最下流では藤沢市片瀬を流れるので。現在でも柏尾川合流点から河口までの呼び名として通用する。奈良時代は方瀬川、鎌倉時代は固瀬川と書かれた。『新編相模国風土記稿』には「対岸鵠沼村にては尚境川と呼ぶ」と記述がある[3]。

### 伝説

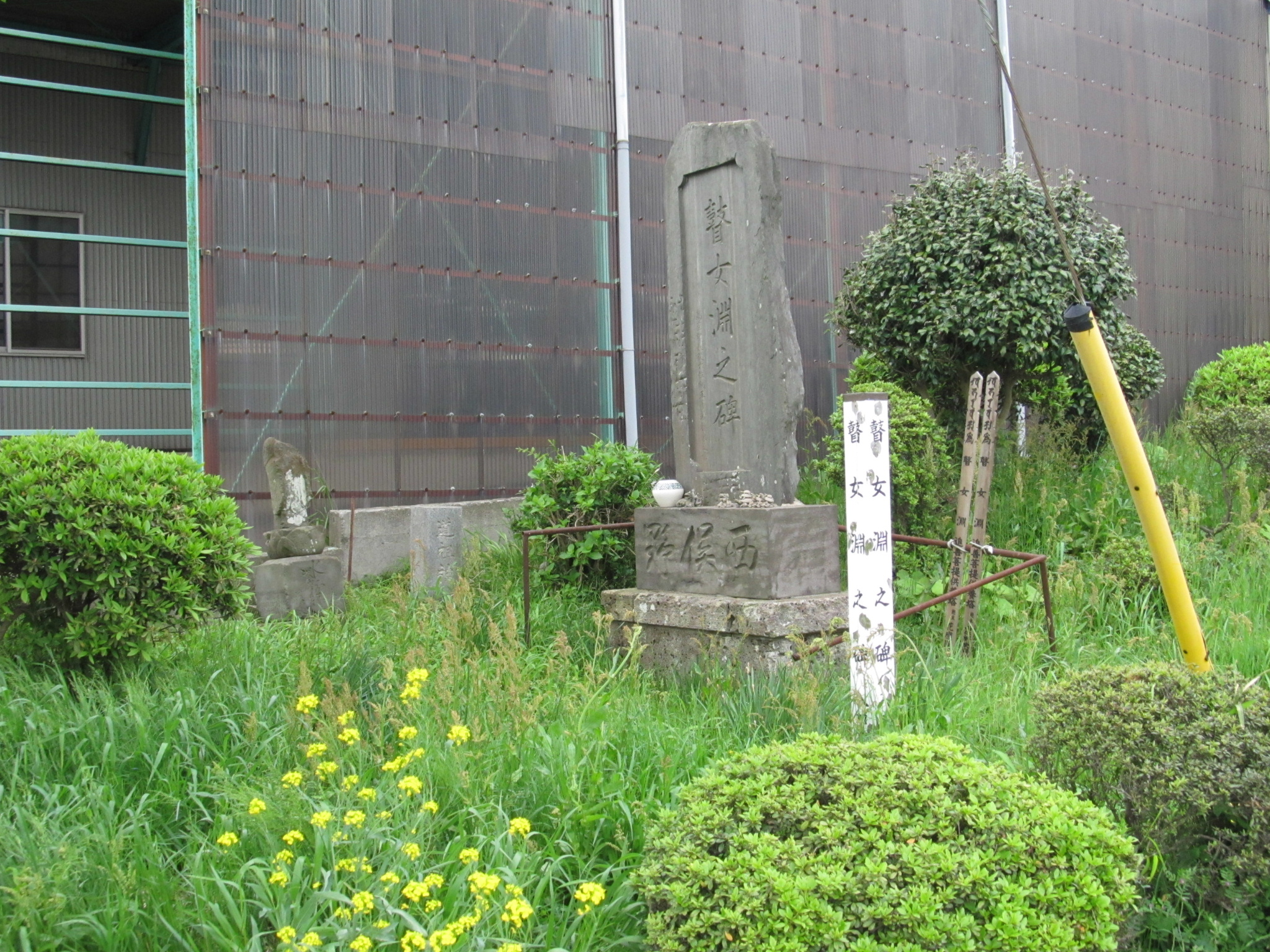
瞽女淵之碑（右）、道祖神（中央）、土手番様/水難除（左）（藤沢市西俣野）

- 康平5年（1062年） - 源義家が前九年の役で奥州から帰る途中、現在の町田市木曽に泊まったが病にかかり、この地の社に祈願すると病は忽ち回復した。そこで神恩に報いるため本宮末社に至るまで尽く再興した。境内に矢竹が繁茂していたことから、箭幹八幡宮と名づけ、この地を矢部と称したという。箭簳八幡宮を参照
- 文治元年（1185年） - 源義経が頼朝より鎌倉に入ることを許されず、傷心のまま境川沿いを下鶴間の浅間神社で小休止したとき、一羽の鶴が鎌倉の方向に飛んでいくのを見た、その後「鶴舞の里」と言われるようになり、転じて鶴間となったという伝説がある。
この地に義経の埋めた宝物があるとの伝説も残る。
- 文治5年（1189年）6月13日 - 源義経の首実検が和田義盛と梶原景時らによって腰越の浦で行われる。
打ち捨てられた首が上げ潮に乗って固瀬川を遡り、白旗川にたどり着いたとの伝説が生まれる。「白旗神社 (藤沢市)」を参照
- 暦応年間（1338年 - 1342年） - 淵野辺の地頭であった武将淵辺義博が、苦しむ農民のために境川龍池に巣くう龍（大蛇とも）を見事に退治したという伝説が残る。
- 15世紀後半 - 説経節や歌舞伎で知られる小栗判官・照手姫伝説の主要な舞台の一つが境川筋である。
- 延宝年間（1673年 - 1680年） - 瞽女（盲目の旅芸人）が俣野附近の堤防が切れた為に出来た池にはまり命を落とした。それ以後この場所は瞽女渕と呼ばれるようになったという伝説が残る。
- 弘化4年（1847年） - 上記瞽女渕附近で旅の浪人が洪水防止の人柱となって自ら果てた。村人たちはこれを哀れみ、御所ヶ谷の閻魔堂の墓地に手厚く葬った。戒名は「天翁録守信士」現在でも緑の木々に囲まれた墓地に眠っている。一方この侍の遺志に沿うために村人は水難除けの石仏を建立し、土手番様と呼んだ。
- 境川支流の滝川（藤沢市）にある伝説「此川ニ産る鰻ハ一眼なるよし云伝ふ往々こころミるに大小となくミな片目也則豆州三島明神のミたらしニ生ずる鰻と同様成よし故諸人是をとらず」（鶏肋温故）

### 信仰
境川中流域には、左馬神社、佐婆神社、鯖神社と書き、いずれも「さばじんじゃ」と読む神社が12社ほどあり、多くは左馬頭源義朝を祀る。引地川流域1社を除き、境川流域に分布し、他に例がないため民俗学者から興味関心を持たれている。詳しくは鯖神社を参照。

### 文学
- 建暦元年（1211年） - 鴨長明、飛鳥井雅経と共に鎌倉に下向し、将軍源実朝と会見する前、砥上が原で固瀬川の潮待ちをする。「浦近き砥上が原に駒とめて固瀬の川を汐干をぞ待」
- 文永3年（1266年） - 6代将軍宗尊親王、謀反で鎌倉を追われ帰京。「帰り来て又見ん事も固瀬川濁れる水のすまぬ世なれば」と詠む[5]。
- 冷泉為相、「打わたす今や汐干のかたせ川思ひしよりハ浅き水かな」[5]

### 芸術
歌川広重の浮世絵「東海道五十三次」の「藤澤宿」には、境川の遊行寺橋を大山参りの帰途に江の島参詣で渡る人々、杉山和一流の視覚障碍者・鍼灸師たちが描かれている。
笠松紫浪の作品に木版画「片瀬川月の出」（1953年、芸艸堂所蔵）がある。境川は最下流で藤沢市片瀬を流れるので、「片瀬川」の別称がある。

### スポーツ
- Fリーグのペスカドーラ町田と湘南ベルマーレの2チームが対決するダービーマッチは「境川決戦」と称される。ホームタウンが町田市と小田原市（湘南地区）のため、この川の名前が使われている。

## 事件・事故
- 2007年（平成19年）3月28日：東京・町田市鶴間の鶴間橋付近で1万円札が大量に流れているのが発見され、警視庁が川から269枚を回収したという騒ぎが発生した。警視庁では通常の拾得物の扱いではなく、事件との関連を調べている。
- 2019年（令和元年）6月14日：神奈川・相模原市の西田橋付近で工事作業中の杭打ち機が転倒する事故が発生。その際東京電力パワーグリッドの架空線を損傷させてしまったため、一時900戸が停電となった。当該事故はその日のうちに復旧した。

## 支流
下流より記載
- 柏尾川（神奈川県藤沢市川名） - 左岸

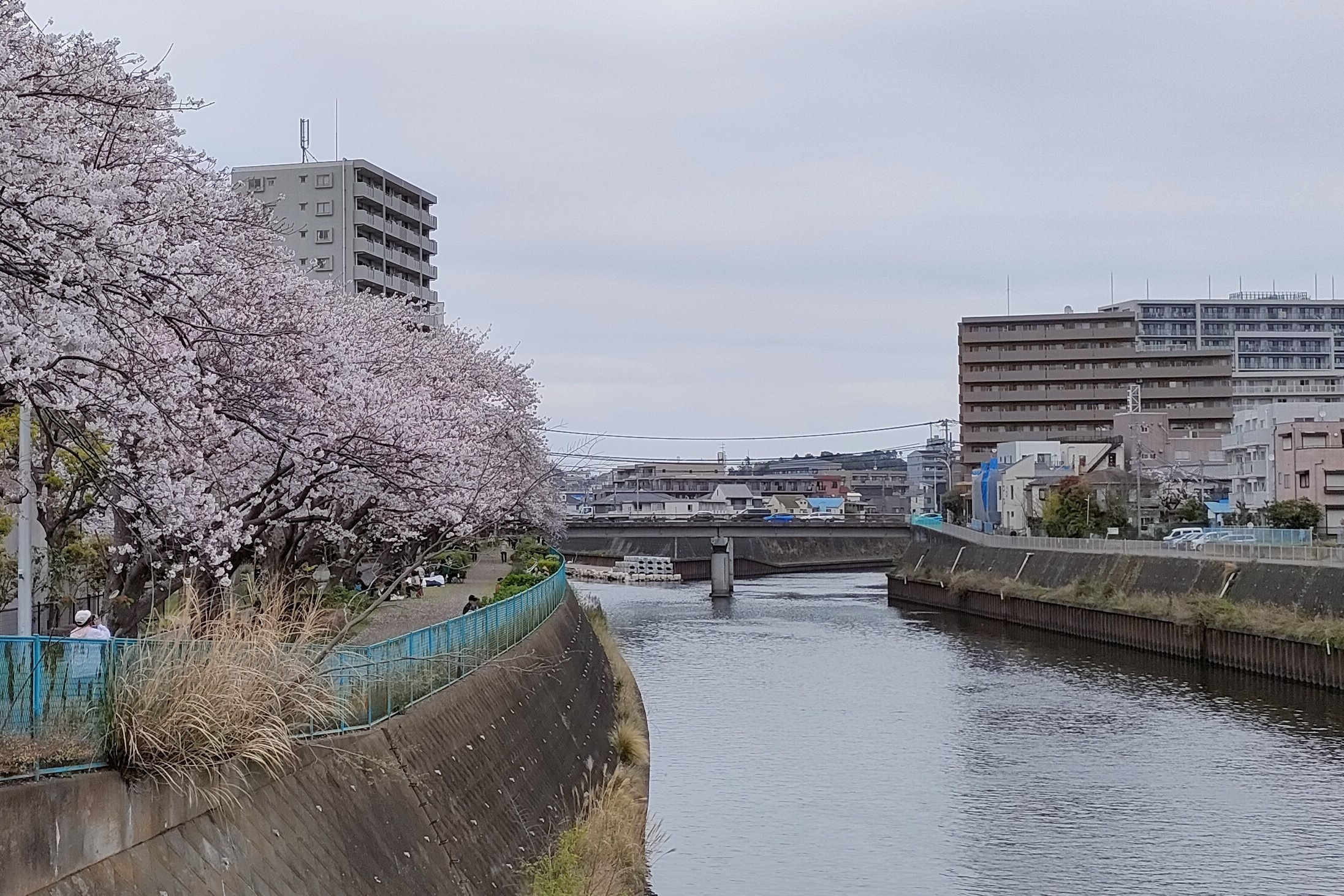
柏尾川（向かって右）が境川（手前と左）へ合流

- 滝川（神奈川県藤沢市） - 左岸（上流部の横浜市・鎌倉市では滝ノ川と呼ぶ）
- 白旗川（神奈川県藤沢市） - 右岸
- 宇田川（神奈川県横浜市戸塚区） - 左岸
- 和泉川（神奈川県横浜市戸塚区/泉区） - 左岸
- 相沢川 (神奈川県横浜市泉区と神奈川県大和市の境界） - 左岸
- 大門川（神奈川県横浜市瀬谷区） - 左岸
- 目黒川（神奈川県大和市） - 右岸

ただし本来は深堀川の下流部
- 深堀川 (神奈川県相模原市南区) - 右岸
- 陽田川（東京都町田市） - 左岸
- 真米川（東京都町田市）
- 穴川（神奈川県相模原市緑区） - 右岸
- 小松川（神奈川県相模原市緑区）
- 本沢（神奈川県相模原市緑区）

## 橋梁
下流より記載

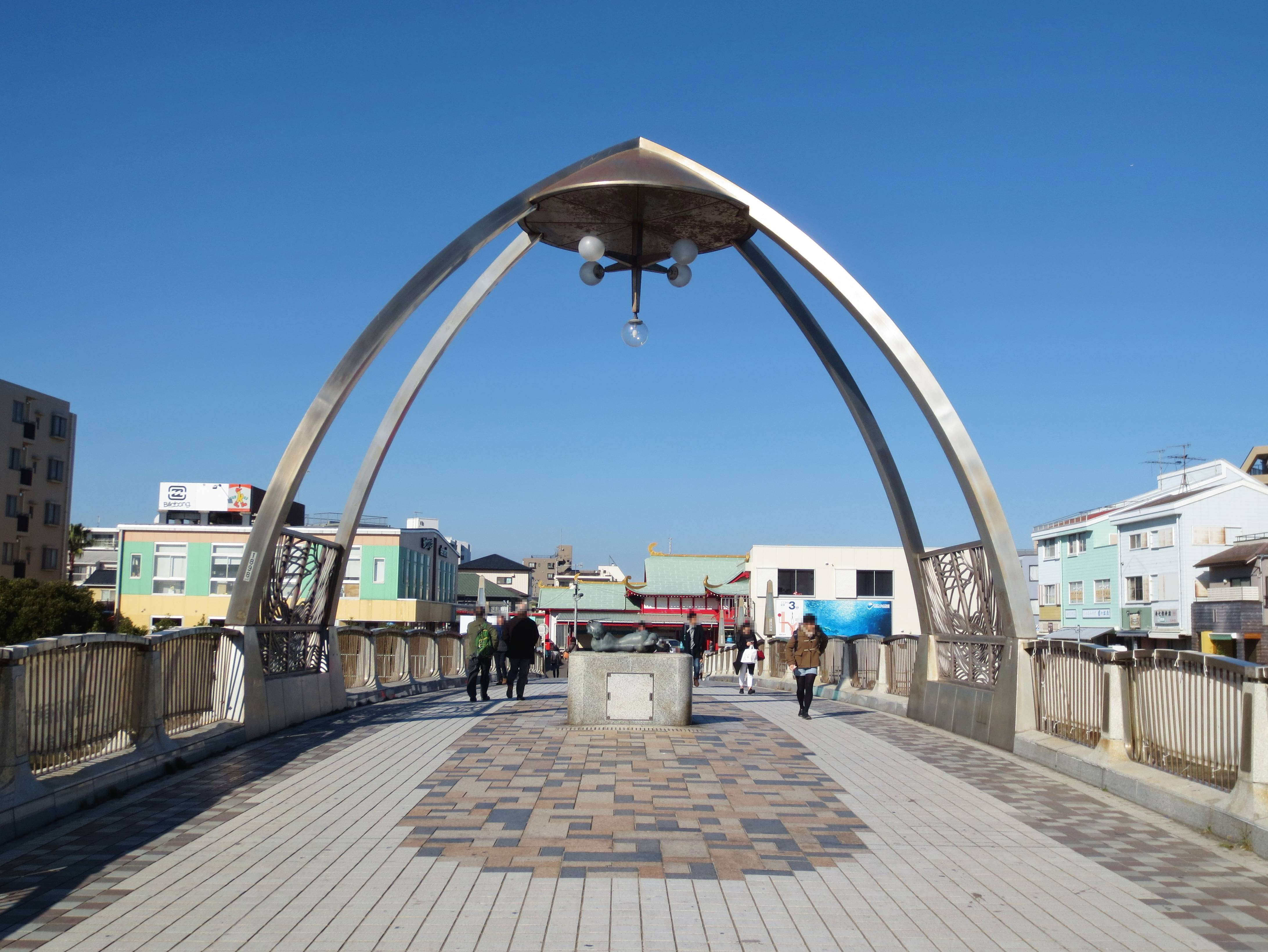
弁天橋

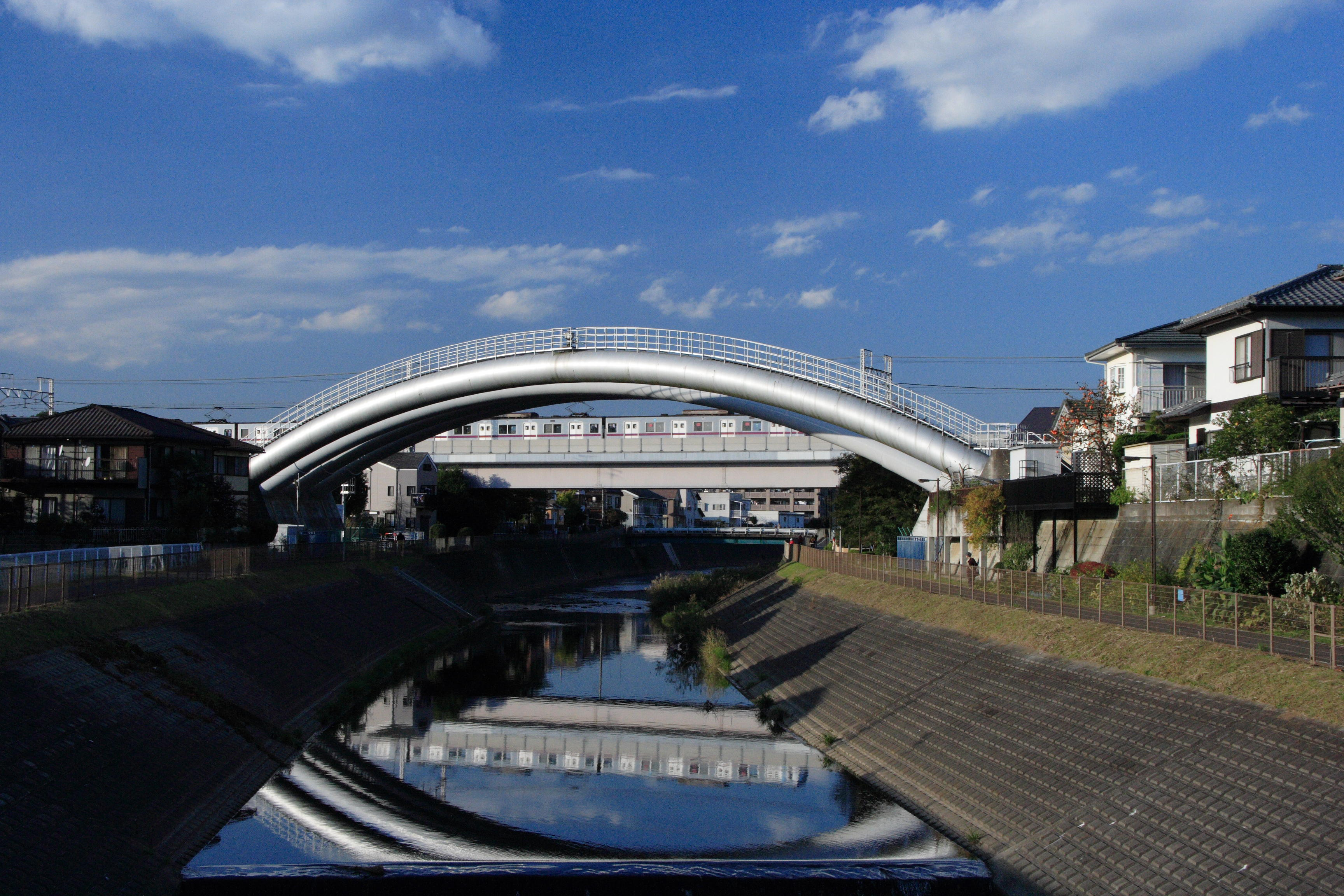
境川水管橋

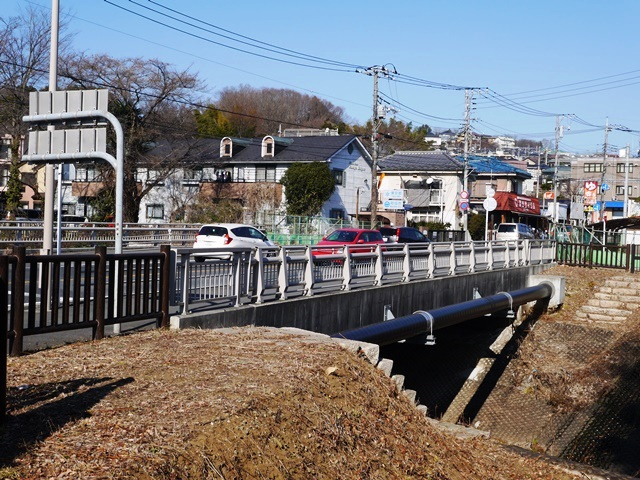
両国橋

- 片瀬橋（神奈川県藤沢市） - 国道134号
- 弁天橋（神奈川県藤沢市）※注；江の島大橋と並行する歩道は「江の島弁天橋」
- 山本橋（神奈川県藤沢市）
- 西浜橋（神奈川県藤沢市）
- 江ノ島電鉄境川橋梁（神奈川県藤沢市） - 江ノ島電鉄線（湘南海岸公園駅 - 鵠沼駅）
- 境橋（神奈川県藤沢市）
- 境川橋（神奈川県藤沢市） - 国道467号
- 新屋敷橋（神奈川県藤沢市）
- 上山本橋（神奈川県藤沢市）
- 奥田橋（神奈川県藤沢市）
- 新川名橋（神奈川県藤沢市） - 神奈川県道32号藤沢鎌倉線
- 大道橋（神奈川県藤沢市）
- 東海道本線境川橋梁（神奈川県藤沢市） - 東海道本線（大船駅 - 藤沢駅）
- 東橋（神奈川県藤沢市）
- 御所ヶ谷橋（神奈川県藤沢市）
- 堰跡(えんせき)橋（神奈川県藤沢市）
- 大正橋（神奈川県藤沢市）
- 藤沢橋（神奈川県藤沢市） - 神奈川県道30号戸塚茅ヶ崎線（旧東海道・湘南新道）
- 遊行寺橋（神奈川県藤沢市） - （旧旧東海道）
- 御殿橋（神奈川県藤沢市）
- 境川大橋（神奈川県藤沢市） - 国道1号（東海道・藤沢バイパス）[注釈 1]
- 鷹匠橋（神奈川県藤沢市）
- 大清水橋（神奈川県藤沢市）
- 立石橋（神奈川県横浜市戸塚区 - 神奈川県藤沢市）
- 東西橋（神奈川県横浜市戸塚区 - 神奈川県藤沢市）
- 金沢橋（神奈川県横浜市戸塚区 - 神奈川県藤沢市）
- 俣野橋（神奈川県横浜市戸塚区 - 神奈川県藤沢市） - 神奈川県道403号菖蒲沢戸塚線
- 上俣野橋（神奈川県横浜市戸塚区 - 神奈川県藤沢市）
- 遊水地橋（神奈川県横浜市泉区 - 神奈川県藤沢市）
- 鷺舞橋（神奈川県横浜市泉区 - 神奈川県藤沢市）
- 今飯橋（神奈川県横浜市泉区 - 神奈川県藤沢市）
- （神奈川県横浜市泉区 - 神奈川県藤沢市） - 横浜市営地下鉄ブルーライン（下飯田駅 - 湘南台駅）
- 境川橋りょう（神奈川県横浜市泉区 - 神奈川県藤沢市） - 相鉄いずみ野線（ゆめが丘駅 - 湘南台駅）
- 白鷺橋（神奈川県横浜市泉区 - 神奈川県藤沢市）
- 渡戸橋（神奈川県横浜市泉区 - 神奈川県藤沢市）
- 高飯橋（神奈川県横浜市泉区 - 神奈川県藤沢市）
- 高鎌橋（神奈川県横浜市泉区 - 神奈川県藤沢市） - 神奈川県道22号横浜伊勢原線（長後街道）
- 境川橋（神奈川県横浜市泉区 - 神奈川県藤沢市）
- 新緑橋（神奈川県横浜市泉区 - 神奈川県大和市）
- 緑橋（神奈川県横浜市泉区 - 神奈川県大和市）
- （神奈川県横浜市泉区 - 神奈川県大和市） - 東海道新幹線（新横浜駅 - 小田原駅）
- 下分橋（神奈川県横浜市泉区 - 神奈川県大和市）
- 上和田2号橋（神奈川県大和市）
- 上和田1号橋（神奈川県大和市）
- 宮久保橋（神奈川県横浜市瀬谷区 - 神奈川県大和市）
- 新道大橋（神奈川県横浜市瀬谷区 - 神奈川県大和市） - 神奈川県道45号丸子中山茅ヶ崎線（中原街道）
- 境橋（神奈川県横浜市瀬谷区 - 神奈川県大和市） - 神奈川県道40号横浜厚木線（厚木街道）
- 鹿島橋（神奈川県横浜市瀬谷区 - 神奈川県大和市）
- （神奈川県横浜市瀬谷区 - 神奈川県大和市） - 相鉄本線（瀬谷駅 - 大和駅）
- 入村橋（神奈川県横浜市瀬谷区 - 神奈川県大和市）
- 深瀬橋（神奈川県横浜市瀬谷区 - 神奈川県大和市）
- 中島橋（神奈川県横浜市瀬谷区 - 神奈川県大和市）
- （神奈川県横浜市瀬谷区 - 神奈川県大和市） - 東名高速道路
- 上瀬谷橋（神奈川県横浜市瀬谷区 - 神奈川県大和市）
- 大和橋（神奈川県横浜市瀬谷区 - 神奈川県大和市） - 国道246号（厚木街道・青山大山街道）
- 目黒橋（神奈川県横浜市瀬谷区 - 神奈川県大和市）
- 鶴間橋（神奈川県横浜市瀬谷区 - 神奈川県大和市） - 神奈川県道・東京都道56号目黒町町田線（八王子街道）
- 鶴瀬橋（神奈川県横浜市瀬谷区 - 神奈川県大和市）
- 鶴間一号橋（東京都町田市 - 神奈川県大和市）
- 境川水管橋（東京都町田市 - 神奈川県大和市）
- 境川橋梁（東京都町田市 - 神奈川県大和市） - 東急田園都市線（南町田グランベリーパーク駅 - つきみ野駅）
- 二津屋橋（東京都町田市 - 神奈川県大和市）
- 境川高架橋（東京都町田市 - 神奈川県大和市） - 国道16号（大和バイパス）
- 鶴間橋（東京都町田市 - 神奈川県大和市） - 神奈川県道・東京都道56号目黒町町田線（公所バイパス）
- 高木橋（東京都町田市 - 神奈川県大和市）
- 西田橋（東京都町田市 - 神奈川県大和市）
- 金山橋（東京都町田市 - 神奈川県相模原市南区）
- 鶴金橋（神奈川県相模原市南区）
- 上鶴間橋（東京都町田市 - 神奈川県相模原市南区）
- 境橋（東京都町田市 - 神奈川県相模原市南区） - 東京都道・神奈川県道51号町田厚木線（行幸道路）
- 千寿橋（東京都町田市 - 神奈川県相模原市南区）
- 鹿島橋（東京都町田市 - 神奈川県相模原市南区）
- 谷口橋（神奈川県相模原市南区）
- 小田急電鉄境川橋梁[9]（東京都町田市 - 神奈川県相模原市南区） - 小田急小田原線（町田駅 - 相模大野駅）
- 下森橋（東京都町田市 - 神奈川県相模原市南区）
- 幸延寺橋（東京都町田市 - 神奈川県相模原市南区）
- 神明橋（東京都町田市 - 神奈川県相模原市南区）
- 榎堂橋（東京都町田市 - 神奈川県相模原市南区）
- 森野橋（東京都町田市 - 神奈川県相模原市南区） - 神奈川県道・東京都道52号相模原町田線（鎌倉街道）
- 島橋（東京都町田市）
- 第一境川橋りょう（東京都町田市 - 神奈川県相模原市南区） - 横浜線（町田駅 - 古淵駅）
- ひのき橋（東京都町田市 - 神奈川県相模原市南区）
- 境川橋（東京都町田市 - 神奈川県相模原市南区）
- 境橋（東京都町田市 - 神奈川県相模原市南区・中央区） - （旧府中大山街道）
- 中里人道橋（東京都町田市 - 神奈川県相模原市中央区）
- 中里橋（東京都町田市 - 神奈川県相模原市中央区）
- 新中里橋（東京都町田市 - 神奈川県相模原市中央区）
- 根岸橋（東京都町田市 - 神奈川県相模原市中央区） - （旧芝溝街道）
- 山根橋（東京都町田市 - 神奈川県相模原市中央区） - 神奈川県道・東京都道57号相模原大蔵町線（芝溝街道）
- 両国橋（東京都町田市 - 神奈川県相模原市中央区）
- 宮前橋（東京都町田市 - 神奈川県相模原市中央区）
- 共和橋（東京都町田市 - 神奈川県相模原市中央区）
- 常矢橋（東京都町田市 - 神奈川県相模原市中央区）
- 馬場橋（東京都町田市 - 神奈川県相模原市中央区）
- 高橋（東京都町田市 - 神奈川県相模原市中央区）
- 中村橋（東京都町田市 - 神奈川県相模原市中央区）
- 上中村橋（東京都町田市 - 神奈川県相模原市中央区）
- 小山橋（東京都町田市 - 神奈川県相模原市中央区） - 神奈川県道・東京都道503号相模原立川線
- 平成橋（東京都町田市 - 神奈川県相模原市中央区）
- 昭和橋（東京都町田市 - 神奈川県相模原市中央区）
- 大正橋（東京都町田市 - 神奈川県相模原市中央区）
- 坂本橋（東京都町田市 - 神奈川県相模原市中央区）
- 坂本橋人道橋（東京都町田市 - 神奈川県相模原市中央区）
- 多摩境高架橋（東京都町田市 - 神奈川県相模原市中央区） - 京王相模原線（多摩境駅 - 橋本駅）
- 蓬莱橋（東京都町田市 - 神奈川県相模原市緑区）
- 高砂橋（東京都町田市 - 神奈川県相模原市緑区）
- 小山橋（東京都町田市 - 神奈川県相模原市緑区）
- 寿橋（東京都町田市 - 神奈川県相模原市緑区）
- 横町橋（東京都町田市 - 神奈川県相模原市緑区）
- 両国橋（東京都町田市 - 神奈川県相模原市緑区） - 国道16号（東京環状）
- 稲荷橋（東京都町田市 - 神奈川県相模原市緑区） - 国道16号（八王子バイパス）
- 二州橋（東京都町田市 - 神奈川県相模原市緑区）
- 吉田橋（東京都町田市 - 神奈川県相模原市緑区）
- 第二境川橋りょう（東京都町田市 - 神奈川県相模原市緑区） - 横浜線（橋本駅 - 相原駅）
- 相原橋（東京都町田市 - 神奈川県相模原市緑区）
- 新境橋（東京都町田市 - 神奈川県相模原市緑区）
- 常盤橋（東京都町田市 - 神奈川県相模原市緑区）
- 長寿橋（東京都町田市 - 神奈川県相模原市緑区）
- 八幡橋（東京都町田市 - 神奈川県相模原市緑区）
- 二国橋（東京都町田市 - 神奈川県相模原市緑区） - 東京都道・神奈川県道506号八王子城山線
- 新田橋（東京都町田市 - 神奈川県相模原市緑区）
- 川島橋（東京都町田市 - 神奈川県相模原市緑区）
- ゆうやけ橋（東京都町田市）
- 増境橋（東京都町田市 - 神奈川県相模原市緑区）
- 下の馬橋（東京都町田市 - 神奈川県相模原市緑区）
- 風戸橋（東京都町田市 - 神奈川県相模原市緑区）
- 川堺橋（東京都町田市 - 神奈川県相模原市緑区） - 東京都道・神奈川県道48号鍛冶谷相模原線
- 川上橋（東京都町田市 - 神奈川県相模原市緑区）
- 大地沢橋（東京都町田市）